# Future (przedsiębiorstwo)
Future plc – brytyjskie przedsiębiorstwo mediowe założone w 1985 roku. 
Specjalizuje się w wydawaniu prasy. Jego portfolio obejmuje ponad 50 czasopism z takich dziedzin, jak gry wideo, technologia, filmy, muzyka, fotografia, dom i wiedza.